# Gran Premio del Brasile 2010
Il Gran Premio del Brasile 2010 è stato disputato domenica 7 novembre 2010 sul Circuito di Interlagos a San Paolo, diciottesima prova della stagione 2010 del campionato mondiale di Formula 1. La gara è stata vinta da Sebastian Vettel su RBR-Renault, al nono successo in carriera, davanti al compagno di scuderia Mark Webber e a Fernando Alonso su Ferrari. 
Con questi risultati la scuderia anglo-austriaca si aggiudica per la prima volta il titolo Mondiale Costruttori.

## Vigilia

### Sviluppi per 2011
Viene annunciato l'accordo tra Williams e Hispania per la fornitura a quest'ultima, nel campionato 2011, del cambio della scuderia inglese. Viene presentato il calendario ufficiale per il mondiale 2011; come nella versione presentata in settembre le gare sono 20, con l'esordio dell'India. Sia questo gran premio che quello di Cina sono soggetti a necessità di omologazione da parte della FIA. La Renault conferma che, oltre alla Red Bull, nella stagione 2011 fornirà i propulsori anche alla Lotus.

### Analisi per il campionato piloti
Fernando Alonso può laurearsi campione del mondo piloti se:
- vince e Mark Webber finisce dopo il quarto posto.
- termina secondo, con Webber non classificato nei primi sette e senza che Sebastian Vettel o Lewis Hamilton vincano la gara.
- termina terzo, con Webber fuori dalla zona punti e senza che Vettel o Hamilton terminino davanti a lui.

### Analisi per il campionato costruttori
La Red Bull Racing può vincere il campionato costruttori qualora conquistasse una doppietta, in quanto, se le McLaren terminassero terze e quarte in Brasile e conquistassero la doppietta nel gran premio successivo con la Red Bull che non ottiene punti nell'ultima gara, le due scuderie sarebbero a pari punti, ma la Red Bull vincerebbe il titolo per un maggior numero di vittorie.

### Aspetti tecnici
La Bridgestone porta per questo gran premio gomme di tipo supermorbido e medio.

### Aspetti sportivi
Adrian Sutil verrà penalizzato di cinque posizioni sulla griglia per l'incidente con Kamui Kobayashi nel corso del 47º giro del Gran Premio di Corea. Stessa sanzione per Sébastien Buemi per un contatto con Timo Glock. L'ex pilota britannico Johnny Herbert è nominato, per la terza volta in stagione dopo il Gran Premio di Sepang e il Gran Premio di Turchia, commissario aggiunto dalla FIA.
Christian Klien sostituisce Sakon Yamamoto all'HRT-Cosworth, così come era accaduto nel Gran Premio di Singapore, mentre, solo nelle prime prove libere del venerdì, Jérôme d'Ambrosio ha sostituito Lucas Di Grassi alla Virgin-Cosworth.

## Prove

### Resoconto
Nel corso della prima sessione di prove Fernando Alonso subisce la rottura del propulsore, che viene sostituito per il prosieguo del weekend. Petrov è autore di un incidente alla Ferradura in cui sbatte contro le barriere. Nella terza sessione di prove libere invece ha fatto capolino la pioggia. Il miglior tempo, a differenza delle sessioni del venerdì che hanno visto in testa Vettel, è stato fatto segnare da Robert Kubica.

### Risultati
Nella prima sessione del venerdì si è avuta questa situazione:
| Pos | Nº | Pilota           | Costruttore      | Tempo    | Gap    | Giri |
| --- | -- | ---------------- | ---------------- | -------- | ------ | ---- |
| 1   | 5  | Sebastian Vettel | RBR-Renault      | 1'12"328 |        | 23   |
| 2   | 6  | Mark Webber      | RBR-Renault      | 1'12"810 | +0"482 | 28   |
| 3   | 2  | Lewis Hamilton   | McLaren-Mercedes | 1'12"845 | +0"939 | 24   |

Nella seconda sessione del venerdì si è avuta questa situazione:
| Pos | Nº | Pilota           | Costruttore | Tempo    | Gap    | Giri |
| --- | -- | ---------------- | ----------- | -------- | ------ | ---- |
| 1   | 5  | Sebastian Vettel | RBR-Renault | 1'11"968 |        | 28   |
| 2   | 6  | Mark Webber      | RBR-Renault | 1'12'072 | +0"104 | 34   |
| 3   | 8  | Fernando Alonso  | Ferrari     | 1'12"328 | +0"360 | 36   |

Nella sessione del sabato mattina si è avuta questa situazione:
| Pos | Nº | Pilota           | Costruttore      | Tempo    | Gap    | Giri |
| --- | -- | ---------------- | ---------------- | -------- | ------ | ---- |
| 1   | 11 | Robert Kubica    | Renault          | 1'19"191 |        | 16   |
| 2   | 5  | Sebastian Vettel | RBR-Renault      | 1'19"500 | +0"309 | 17   |
| 3   | 2  | Lewis Hamilton   | McLaren-Mercedes | 1'19"536 | +0"345 | 19   |

## Qualifiche

### Resoconto
Una leggera pioggia accompagna i primi minuti delle qualifiche, per cui tutti i piloti optano per gomme da bagnato.
In Q1 vengono eliminati i 6 piloti delle tre scuderie entrate a inizio stagione, più Adrian Sutil, già penalizzato di cinque posizioni sulla griglia.
La pista tende ad asciugarsi in Q2, diventando di minuto in minuto più veloce. La classifica cambia repentinamente negli ultimi istanti della sessione: resta escluso, fra gli altri, anche il campione del mondo Jenson Button, scavalcato da Felipe Massa, nell'ultimo tentativo.
In Q3 subito Fernando Alonso fa segnare il miglior tempo, poi battuto da Mark Webber; Michael Schumacher si installa al secondo posto. Qualche pilota tenta di mettere le slick, fra cui Robert Kubica, che però con un lungo alla curva Junção rovina la sua sessione di qualifiche. Nicolas Hülkenberg conquista la pole provvisoria, scavalcato da Lewis Hamilton prima e Alonso poi, con lo spagnolo che abbatte il muro del minuto e sedici secondi.
Il tedesco della Williams si riporta in testa, seguito dai due della Red Bull; nell'ultimo tentativo nessuno batte più Hülkenberg che, anzi, è capace anche di migliorarsi, precedendo Vettel di quasi un secondo e un decimo.
Prima pole position per Hülkenberg, 126ª per la Williams, che non coglieva la partenza al palo dal Gran Premio d'Europa 2005 con Nick Heidfeld. Per la prima ed unica volta, la Cosworth conquista la pole come motorista, da quando si è separata dalla Ford. L'ultima volta in cui la Cosworth ottenne la pole, nel periodo di collaborazione con la Ford, fu nel Gran Premio di Francia 1999 con Rubens Barrichello su Stewart.
Completa la prima fila Sebastian Vettel (prima fila tutta tedesca dal Gran Premio del Giappone 2004), seguito da Webber e Hamilton.

### Risultati
Nella sessione di qualificazione si è avuta la seguente situazione:
| Pos | Nº | Pilota             | Costruttore          | Q1       | Q2       | Q3       | Griglia |
| --- | -- | ------------------ | -------------------- | -------- | -------- | -------- | ------- |
| 1   | 10 | Nicolas Hülkenberg | Williams-Cosworth    | 1'20"050 | 1'19"144 | 1'14"470 | 1       |
| 2   | 5  | Sebastian Vettel   | RBR-Renault          | 1'19"160 | 1'18"691 | 1'15"519 | 2       |
| 3   | 6  | Mark Webber        | RBR-Renault          | 1'19"025 | 1'18"516 | 1'15"637 | 3       |
| 4   | 2  | Lewis Hamilton     | McLaren-Mercedes     | 1'19"931 | 1'18"921 | 1'15"747 | 4       |
| 5   | 8  | Fernando Alonso    | Ferrari              | 1'18"987 | 1'19"010 | 1'15"989 | 5       |
| 6   | 9  | Rubens Barrichello | Williams-Cosworth    | 1'19"799 | 1'18"925 | 1'16"203 | 6       |
| 7   | 11 | Robert Kubica      | Renault              | 1'19"249 | 1'18"877 | 1'16"552 | 7       |
| 8   | 3  | Michael Schumacher | Mercedes GP          | 1'19"879 | 1'18"923 | 1'16"925 | 8       |
| 9   | 7  | Felipe Massa       | Ferrari              | 1'19"778 | 1'19"200 | 1'17"101 | 9       |
| 10  | 12 | Vitalij Petrov     | Renault              | 1'20"189 | 1'19"153 | 1'17"656 | 10      |
| 11  | 1  | Jenson Button      | McLaren-Mercedes     | 1'19"905 | 1'19"288 | N.D.     | 11      |
| 12  | 23 | Kamui Kobayashi    | BMW Sauber-Ferrari   | 1'19"741 | 1'19"385 | N.D.     | 12      |
| 13  | 4  | Nico Rosberg       | Mercedes GP          | 1'20"153 | 1'19"486 | N.D.     | 13      |
| 14  | 17 | Jaime Alguersuari  | STR-Ferrari          | 1'20"158 | 1'19"581 | N.D.     | 14      |
| 15  | 16 | Sébastien Buemi    | STR-Ferrari          | 1'20"096 | 1'19"847 | N.D.     | 19      |
| 16  | 22 | Nick Heidfeld      | BMW Sauber-Ferrari   | 1'20"174 | 1'19"899 | N.D.     | 15      |
| 17  | 15 | Vitantonio Liuzzi  | Force India-Mercedes | 1'20"592 | 1'20"357 | N.D.     | 16      |
| 18  | 14 | Adrian Sutil       | Force India-Mercedes | 1'20"830 | N.D.     | N.D.     | 22      |
| 19  | 24 | Timo Glock         | Virgin-Cosworth      | 1'22"130 | N.D.     | N.D.     | 17      |
| 20  | 18 | Jarno Trulli       | Lotus-Cosworth       | 1'22"250 | N.D.     | N.D.     | 18      |
| 21  | 19 | Heikki Kovalainen  | Lotus-Cosworth       | 1'22"378 | N.D.     | N.D.     | 20      |
| 22  | 25 | Lucas Di Grassi    | Virgin-Cosworth      | 1'22"810 | N.D.     | N.D.     | 21      |
| 23  | 20 | Christian Klien    | HRT-Cosworth         | 1'23"083 | N.D.     | N.D.     | 23      |
| 24  | 21 | Bruno Senna        | HRT-Cosworth         | 1'23"796 | N.D.     | N.D.     | 24      |

Con i tempi in grassetto sono visualizzate le migliori prestazioni in Q1, Q2 e Q3.

## Gara

### Resoconto
La domenica il cielo è sereno e la pista perfettamente asciutta. Tra i 24 piloti c'è anche Jenson Button, che la sera della vigilia è scappato a un tentativo di aggressione, nel tragitto tra l'autodromo e l'hotel.
Alla partenza Sebastian Vettel infila alla prima curva Nico Hülkenberg e si porta in testa alla gara; alla Subida do lago è il turno dell'altro pilota Red Bull, Mark Webber, a passare il tedesco partito in pole. Dietro è battaglia tra Fernando Alonso e Lewis Hamilton per la quarta posizione: la spunta lo spagnolo dopo un'indecisione dell'inglese, sempre alla Subida do lago nel corso del secondo giro. Nelle retrovie si gira Vitalij Petrov, mentre Christian Klien non si schiera e resta ai box per un problema tecnico alla sua vettura. Riparte solo al quinto giro. Dopo il bel sorpasso di Schumacher a Button alla staccata inaugurale del secondo giro, le posizioni di vertice sembrano cristallizzate con Vettel e Webber che allungano indisturbati seguiti a distanza da Hulkenberg, Alonso, Hamilton, Kubica, Barrichello, Massa e appunto Schumacher e Button.
Hülkenberg resiste agli assalti di Alonso fino al settimo giro, poi è costretto a cedere un'altra posizione, quando già il distacco dalle due RedBull è nell’ordine dei dieci secondi. Jenson Button, decimo, decide al giro 11 di anticipare il cambio gomme. Lo imita il giro seguente Felipe Massa, che è ottavo. Una piccola imperfezione dell'avvitamento di una ruota rallenta però il brasiliano che all'uscita dai box è superato dallo stesso Button. Massa è costretto a rientrare ai box, nuovamente, il giro seguente.
Al giro 14 va a cambiare pneumatici anche Hülkenberg, che fino a quel momento era riuscito a respingere gli assalti di Hamilton. Sei giri dopo è Hamilton ad andare al pit, seguito quattro giri dopo da Alonso. Le posizioni restano però congelate anche dopo le soste di Vettel e Webber, sempre primo e secondo, davanti ad Alonso e Hamilton. La strategia migliore si rivela quella di Button che al 30º giro è scalato al quinto posto, dopo un sorpasso su Kamui Kobayashi. Il nipponico viene passato anche da Nico Rosberg, nei giri seguenti.
La fila dei doppiati permette a Webber di avvicinarsi a Vettel, ma sempre a una distanza che non consente di effettuare tentativi di sorpasso. La gara si ravviva al 51º giro, a causa dell'entrata della Safety car dovuta a un incidente di Vitantonio Liuzzi alla S do Senna. A causa dell'urto una sospensione penetra nell'abitacolo, toccando le gambe del pilota ma senza conseguenze serie.
Il gruppo si ricompatta e molti piloti, come al solito, sfruttano il momento per il cambio degli pneumatici. La ripartenza è data dopo 4 giri ma la presenza di due vetture di doppiati tra Vettel e Webber non consente all'australiano di attaccare il compagno di scuderia.
Sebastian Vettel vince così per la nona volta in carriera, 14ª per la Red Bull che si aggiudica il mondiale costruttori, con una gara d'anticipo. Alonso, terzo, rimane in testa alla classifica piloti, con 8 lunghezze di vantaggio su Webber e 15 su Vettel; Hamilton, giunto quarto, è distanziato di 24 punti, ancora comunque matematicamente in corsa per il titolo.

### Risultati
I risultati del gran premio sono i seguenti: 
| Pos | N° | Pilota             | Costruttore          | Giri | Tempo/Ritiro | Griglia | Punti |
| --- | -- | ------------------ | -------------------- | ---- | ------------ | ------- | ----- |
| 1   | 5  | Sebastian Vettel   | RBR-Renault          | 71   | 1h33'11"803  | 2       | 25    |
| 2   | 6  | Mark Webber        | RBR-Renault          | 71   | +4"243       | 3       | 18    |
| 3   | 8  | Fernando Alonso    | Ferrari              | 71   | +6"807       | 5       | 15    |
| 4   | 2  | Lewis Hamilton     | McLaren-Mercedes     | 71   | +14"634      | 4       | 12    |
| 5   | 1  | Jenson Button      | McLaren-Mercedes     | 71   | +15"593      | 11      | 10    |
| 6   | 4  | Nico Rosberg       | Mercedes GP          | 71   | +35"320      | 13      | 8     |
| 7   | 3  | Michael Schumacher | Mercedes GP          | 71   | +43"456      | 8       | 6     |
| 8   | 10 | Nico Hülkenberg    | Williams-Cosworth    | 70   | +1 giro      | 1       | 4     |
| 9   | 11 | Robert Kubica      | Renault              | 70   | +1 giro      | 7       | 2     |
| 10  | 23 | Kamui Kobayashi    | BMW Sauber-Ferrari   | 70   | +1 giro      | 12      | 1     |
| 11  | 17 | Jaime Alguersuari  | STR-Ferrari          | 70   | +1 giro      | 14      |       |
| 12  | 14 | Adrian Sutil       | Force India-Mercedes | 70   | +1 giro      | 22      |       |
| 13  | 16 | Sébastien Buemi    | STR-Ferrari          | 70   | +1 giro      | 19      |       |
| 14  | 9  | Rubens Barrichello | Williams-Cosworth    | 70   | +1 giro      | 6       |       |
| 15  | 7  | Felipe Massa       | Ferrari              | 70   | +1 giro      | 9       |       |
| 16  | 12 | Vitalij Petrov     | Renault              | 70   | +1 giro      | 10      |       |
| 17  | 22 | Nick Heidfeld      | BMW Sauber-Ferrari   | 70   | +1 giro      | 15      |       |
| 18  | 19 | Heikki Kovalainen  | Lotus-Cosworth       | 69   | +2 giri      | 20      |       |
| 19  | 18 | Jarno Trulli       | Lotus-Cosworth       | 69   | +2 giri      | 18      |       |
| 20  | 24 | Timo Glock         | Virgin-Cosworth      | 69   | +2 giri      | 17      |       |
| 21  | 21 | Bruno Senna        | HRT-Cosworth         | 69   | +2 giri      | 24      |       |
| 22  | 20 | Christian Klien    | HRT-Cosworth         | 65   | +6 giri      | PL      |       |
| NC  | 25 | Lucas Di Grassi    | Virgin-Cosworth      | 62   | +9 giri      | 21      |       |
| Rit | 15 | Vitantonio Liuzzi  | Force India-Mercedes | 49   | Incidente    | 16      |       |

## Classifiche Mondiali

### Piloti
| Pos | Pilota             | Punti |
| --- | ------------------ | ----- |
| 1   | Fernando Alonso    | 246   |
| 2   | Mark Webber        | 238   |
| 3   | Sebastian Vettel   | 231   |
| 4   | Lewis Hamilton     | 222   |
| 5   | Jenson Button      | 199   |
| 6   | Felipe Massa       | 143   |
| 7   | Nico Rosberg       | 130   |
| 8   | Robert Kubica      | 126   |
| 9   | Michael Schumacher | 72    |
| 10  | Rubens Barrichello | 47    |
| 11  | Adrian Sutil       | 47    |
| 12  | Kamui Kobayashi    | 32    |
| 13  | Nicolas Hülkenberg | 22    |
| 14  | Vitantonio Liuzzi  | 21    |
| 15  | Vitalij Petrov     | 19    |
| 16  | Sébastien Buemi    | 8     |
| 17  | Pedro de la Rosa   | 6     |
| 18  | Nick Heidfeld      | 6     |
| 19  | Jaime Alguersuari  | 3     |

### Costruttori
| Pos | Team                 | Punti |
| --- | -------------------- | ----- |
| 1   | RBR-Renault          | 469   |
| 2   | McLaren-Mercedes     | 421   |
| 3   | Ferrari              | 389   |
| 4   | Mercedes GP          | 202   |
| 5   | Renault              | 145   |
| 6   | Williams-Cosworth    | 69    |
| 7   | Force India-Mercedes | 68    |
| 8   | BMW Sauber-Ferrari   | 44    |
| 9   | STR-Ferrari          | 11    |